# La Femme en ciment
Série
Tony Rome est dangereux
(1967)
Pour plus de détails, voir Fiche technique et Distribution.
La Femme en ciment (Lady in Cement) est un film américain réalisé par Gordon Douglas, sorti en 1968.
C'est la deuxième aventure du détective Tony Rome, après Tony Rome est dangereux (1967), du même réalisateur.

## Synopsis
Le détective privé Tony Rome est chargé, avec son associé Hal Rubin, de trouver un trésor dans un galion espagnol coulé en 1591 au large de Miami. Lors de leur plongée, Tony trouve le corps nu d'une jeune femme, les pieds scellés dans du ciment. Elle avait été auparavant assassinée avec un couteau.
Après avoir déclaré sa découverte auprès du lieutenant de police Dave Santini, il est engagé par un individu, Waldo Gronski, afin de retrouver Sandra Lomax, une femme disparue. Au cours de ses investigations, il finit par découvrir que Sandra, peu avant sa disparition, était allée à une soirée chez une certaine Kit Forrest, dont le protecteur, Al Mungar, prend très mal l'irruption du détective.

## Fiche technique
- Titre français : La Femme en ciment
- Titre original : Lady in Cement
- Réalisation : Gordon Douglas, assisté de Richard Lang
- Scénario : Jack Guss et Marvin H. Albert, d'après son roman The Lady in Cement
- Musique : Hugo Montenegro
- Photographie : Joseph F. Biroc
- Montage : Robert L. Simpson
- Production : Aaron Rosenberg
- Société de production : Arcola Pictures
- Société de distribution : Twentieth Century Fox Film Corporation
- Pays :  États-Unis
- Langue : Anglais
- Format : Couleur - Mono - 35 mm - 2.35:1
- Genre : Policier
- Durée : 90 min
- Dates de sortie :
  - États-Unis : 20 novembre 1968
  - Europe (France) : 28 février 1969[1]
- Affiches : Raymond Elseviers (titre : Une Fille en ciment, Belgique), Enzo Nistri (Italie)

## Distribution
- Frank Sinatra (VF : Dominique Paturel) : Le détective Tony Rome
- Raquel Welch (VF : Nelly Benedetti) : Kit Forrest
- Richard Conte (VF : Marc Cassot) : Le lieutenant Dave Santini
- Dan Blocker (VF : Claude Bertrand) : Waldo Gronsky
- Martin Gabel (VF : Jean Martinelli) : Al Munger
- Lainie Kazan : Maria Baretto
- Frank Raiter (VF : Philippe Ogouz) : Danny Yale
- Pat Henry (VF : Roger Carel) : Rubin
- Steve Peck (VF : Marc de Georgi) : Paul Mungar
- Richard Deacon (VF : Jacques Dynam) : Arnie Sherwin
- Alex Stevens (VF : Guy Piérauld) : Shev
- Tommy Uhlar : Tighe Santini
- Rey Baumel (VF : Albert de Médina) : Paco Gonzalez
- B. S. Pully (en) (VF : Jean Clarieux) : L'homme au Strip Show
- Chris Robinson (en) (VF : Serge Lhorca) : Melvin